# Walter Fuchs (Tischtennisspieler)
Walter Fuchs (* um 1940) ist ein ehemaliger deutscher Tischtennisspieler. Bei der Deutschen Meisterschaft 1965 gewann er Bronze im Doppel. 

## Werdegang
Walter Fuchs spielte seit dem 14. Lebensjahr zusammen mit seinem Bruder Manfred stets beim Verein PSV Stuttgart, der Anfang der 1960er Jahre in der Oberliga, der damals höchsten deutschen Spielklasse, antrat. Bereits 1956 hatte er bei der deutschen Jugendmeisterschaft zusammen mit Bruno Riegger das Halbfinale im Doppel erreicht. 1965 erzielte er seine größten Erfolge. Mit der Herrenmannschaft des PSV Stuttgart stand er im Endspiel des ETTU Cups, bei der Deutschen Meisterschaft 1965 scheiterte er im Doppel mit Holger Rostek erst im Halbfinale. Danach konzentrierte er sich auf den Vereinssport und nahm nicht mehr an Meisterschaften und Ranglistenturnieren teil.
1974 beendete Walter Fuchs seine Karriere als Leistungssportler in der Verbandsliga.

## Privat
Von Beruf war Walter Fuchs Kaufmann.